# Max Rendschmidt
Max Rendschmidt (Bonn, 12 de septiembre de 1993) es un deportista alemán que compite en piragüismo en la modalidad de aguas tranquilas.
Participó en tres Juegos Olímpicos de Verano, obteniendo cuatro medallas, dos de oro en Río de Janeiro 2016, en las prueba de K2 1000 m y K4 1000 m, una de oro en Tokio 2020, en K4 500 m y otra de oro en París 2024, en K4 500 m. En los Juegos Europeos consiguió dos medallas de plata, una en Bakú 2015 y otra en Minsk 2019.
Ganó ocho medallas en el Campeonato Mundial de Piragüismo, entre los años 2013 y 2023, y nueve medallas en el Campeonato Europeo de Piragüismo entre los años 2013 y 2022.
Fue el abanderado de Alemania en la ceremonia de clausura de los Juegos Olímpicos de París 2024 junto con la triatleta Laura Lindemann.

## Palmarés internacional
| Juegos Olímpicos   | Juegos Olímpicos            | Juegos Olímpicos  | Juegos Olímpicos |
| Año                | Lugar                       | Medalla           | Competición      |
| ------------------ | --------------------------- | ----------------- | ---------------- |
| 2016               | Río de Janeiro (Brasil)     | Medalla de oro    | K2 1000 m        |
| 2016               | Río de Janeiro (Brasil)     | Medalla de oro    | K4 1000 m        |
| 2020               | Tokio (Japón)               | Medalla de oro    | K4 500 m         |
| 2024               | París (Francia)             | Medalla de oro    | K4 500 m         |
| Campeonato Mundial |                             |                   |                  |
| Año                | Lugar                       | Medalla           | Competición      |
| 2013               | Duisburgo (Alemania)        | Medalla de oro    | K2 1000 m        |
| 2015               | Milán (Italia)              | Medalla de oro    | K2 1000 m        |
| 2017               | Račice (República Checa)    | Medalla de oro    | K4 500 m         |
| 2018               | Montemor-o-Velho (Portugal) | Medalla de oro    | K4 500 m         |
| 2018               | Montemor-o-Velho (Portugal) | Medalla de plata  | K1 1000 m        |
| 2019               | Szeged (Hungría)            | Medalla de oro    | K4 500 m         |
| 2022               | Halifax (Canadá)            | Medalla de plata  | K4 500 m         |
| 2023               | Duisburgo (Alemania)        | Medalla de oro    | K4 500 m         |
| Juegos Europeos    |                             |                   |                  |
| Año                | Lugar                       | Medalla           | Competición      |
| 2015               | Bakú (Azerbaiyán)           | Medalla de plata  | K2 1000 m        |
| 2019               | Minsk (Bielorrusia)         | Medalla de plata  | K4 500 m         |
| Campeonato Europeo |                             |                   |                  |
| Año                | Lugar                       | Medalla           | Competición      |
| 2013               | Montemor-o-Velho (Portugal) | Medalla de oro    | K2 500 m         |
| 2013               | Montemor-o-Velho (Portugal) | Medalla de oro    | K2 1000 m        |
| 2014               | Brandeburgo (Alemania)      | Medalla de oro    | K2 1000 m        |
| 2015               | Račice (República Checa)    | Medalla de oro    | K2 1000 m        |
| 2015               | Račice (República Checa)    | Medalla de oro    | K2 500 m         |
| 2018               | Belgrado (Serbia)           | Medalla de plata  | K4 500 m         |
| 2018               | Belgrado (Serbia)           | Medalla de bronce | K1 1000 m        |
| 2021               | Poznań (Polonia)            | Medalla de oro    | K4 500 m         |
| 2022               | Múnich (Alemania)           | Medalla de oro    | K4 500 m         |